# Cournonterral
Cournonterral là một xã thuộc tỉnh Hérault trong vùng Occitanie ở phía nam nước Pháp. Xã này nằm ở khu vực có độ cao trung bình 29-320 mét trên mực nước biển. Dân số thời điểm năm 1999 là 5069 người.